# Осока просяная
Осо́ка просяна́я (лат. Carex panicea) — многолетнее травянистое растение, вид рода Осока (Carex) семейства Осоковые (Cyperaceae).

## Ботаническое описание

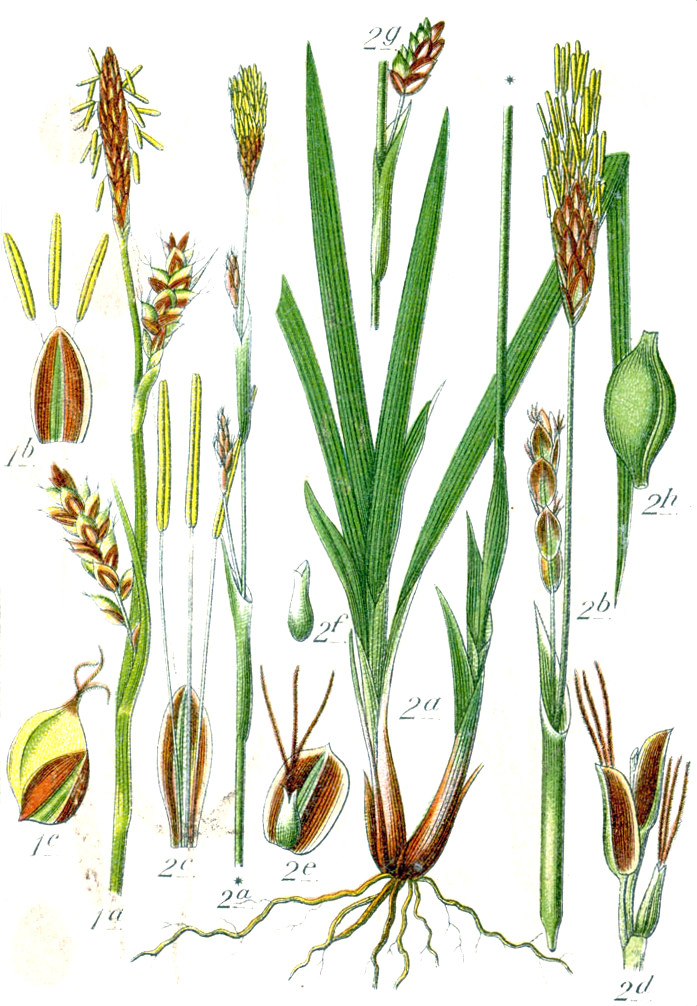
1 — Carex panicea

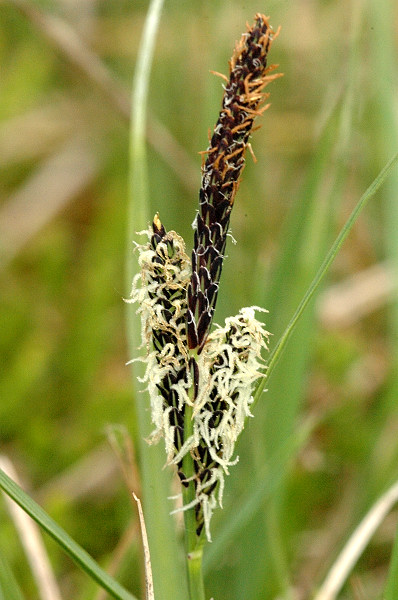
Соцветие

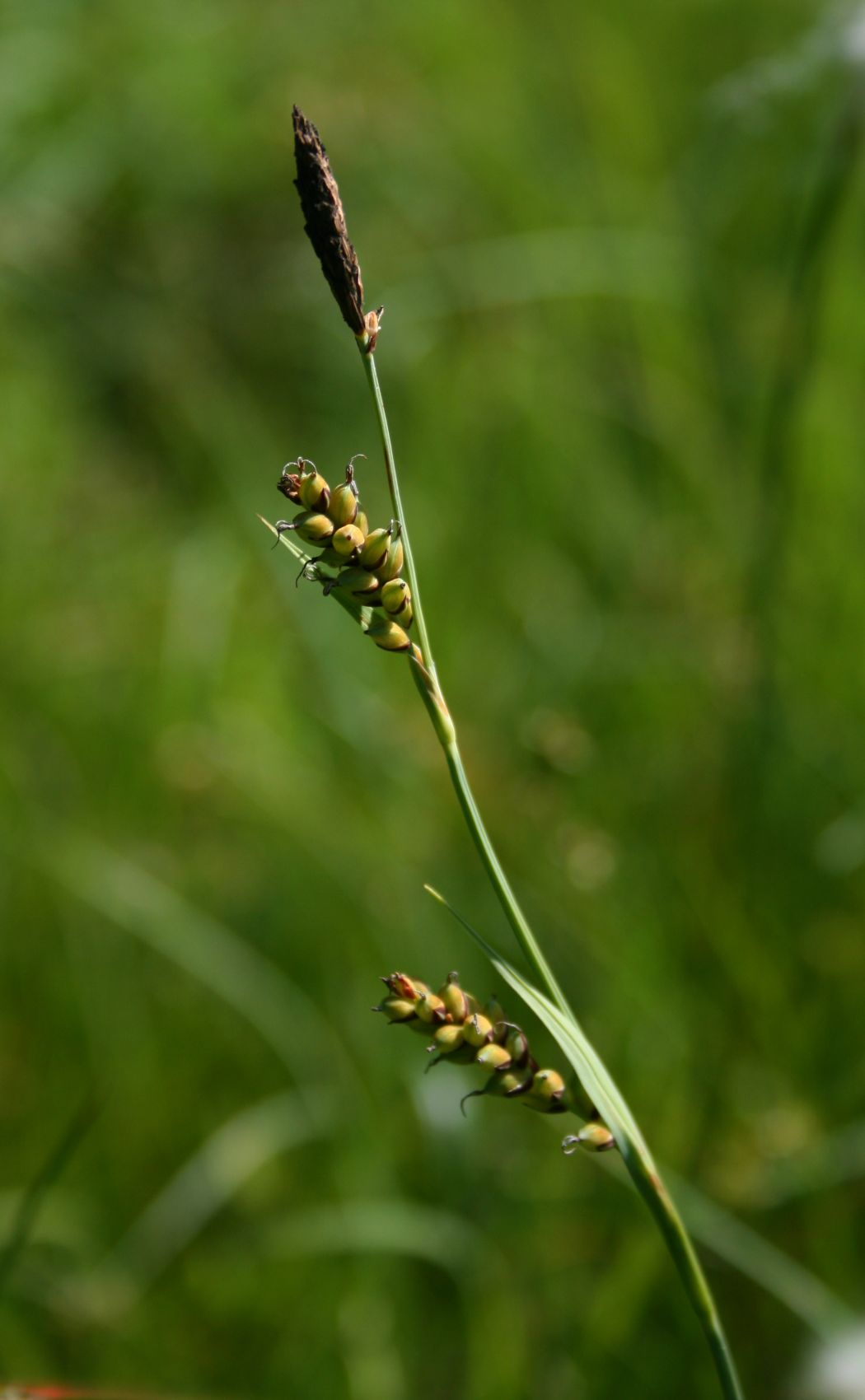
Плоды

Серо-зелёное растение с восходящими ползучими корневищами, дающее длинные тонкие побеги и центральные репродуктивные побеги.
Стебли тупо-трёхгранные, гладкие, 10—40 см высотой.
Листья жёсткие, сизо-зелёные, большей частью прямые, 2—4 мм шириной, длинно заострённые, короче стебля.
Соцветие 5—8(16) см длиной, из значительно расставленных колосков. Верхний колосок тычиночный, булавовидный, (1)1,2—2,5 см длиной; чешуи ржавые, тупые, яйцевидные с белоперепончатыми краями, лучше выраженными в нижней части колоска; остальные 2—3 пестичные, немногоцветковые, рыхловатые, продолговатые, 1—2,5 см длиной, на длинных гладких ножках до 2—3 см длиной, прямостоячие. Чешуи пестичных колосков широкояйцевидные, острые, кверху островатые, чёрно-бурые или ржаво-бурые, со светлой серединой, по краю узко или неясно бело-перепончатые, с 1—3 жилками, на верхушке и вдоль средней жилки, так же, как и мешочки в верхней половине, с папиллами, хорошо заметными под бинокуляром, короче мешочков. Мешочки зеленовато- и буровато-жёлтые, округло-трёхгранные, широкоэллиптические, в основании округлые, 2,5—5(6) мм длиной, с тонкими неясными жилками, у основания суженные, почти сидячие, с хорошо выраженным цельным спереди выемчатым чёрно-бурым носиком 0,3—0,5 мм длиной.  Рылец 3. Нижний кроющий лист с длинным влагалищем до 1 см длиной и с пластинкой в два раза и больше превышающей соцветие.
Плодоносит в апреле—мае.
Вид описан из Европы (Швеция).

## Распространение
Европа; Прибалтика; Европейская часть России: Карело-Мурманский район, окрестности Кириллова, Каргополя, Усть-Пинеги, Ладожско-Ильмский район, верховья Днепра, Волги, окрестности Казани, Средний и Южный Урал, север Волжско-Донского бассейна, окрестности Сергеевска; Украина: Карпаты, бассейн Днепра, Крым; Молдавия: окрестности Белгорода-Днестровского; Кавказ: окрестности Ставрополя, Сванетия, Центральное, Восточное и Южное Закавказье; Западная Сибирь: бассейн Оби, восточная часть бассейна Иртыша, Алтай; Восточная Сибирь: среднее течение реки Подкаменной Тунгуски, верховья Лены, Ангаро-Саянский район; Средняя Азия: Зайсанская котловина (бассейн реки Чу), Джунгарский Алатау, Западный и Центральный Тянь-Шань, Памиро-Алай (хребты Зеравшанский и Петра Первого); Западная Азия: Турция, Северо-Восточный Ирак, Северный и Западный Иран; Центральная Азия: Восточный Тянь-Шань; Северная Африка: Марокко; Северная Америка (заносное); Новая Зеландия (заносное).
Растёт на сырых и болотистых лугах, в кустарниках и разреженных лесах, на низинных осоковых болотах, в мочажинам, по сырым берегам рек, у родников; на равнине, в лесном, реже верхнем поясе гор.

## Практическое использование
На пастбищах скотом поедается плохо, в сене удовлетворительно.